# Kelk (bloem)
De kelk (calyx) is de buitenste krans van de bloem en staat ingeplant op de bloembodem. De kelkblaadjes (sepalen) kunnen vergroeid zijn en zo een kelkbuis vormen, zoals bij de aubergine. De kelk is meestal groen van kleur, maar kan ook gekleurd zijn, zoals bij de bosanemoon en de tulp. Tweezaadlobbigen hebben vier of vijf kelkblaadjes en eenzaadlobbigen drie of een veelvoud hiervan.
De kelk kan echter ook bestaan uit haren (deze vormen later het vruchtpluis of het pappus) zoals bij composieten, maar kan ook ontbreken.

## Spoor
Aan de kelk kan soms een meestal met nectar gevulde spoor zitten.

## Bijkelk
Soms is een bijkelk (epicalyx), een krans van kelkachtige blaadjes, die echter niet tot de kelk behoren, aanwezig. Dit kunnen vergroeide steunblaadjes van de kelkbladen zijn. Voorbeelden daarvan vindt men bij de kaasjeskruidfamilie, kamperfoeliefamilie en rozenfamilie.

Afbeeldingen
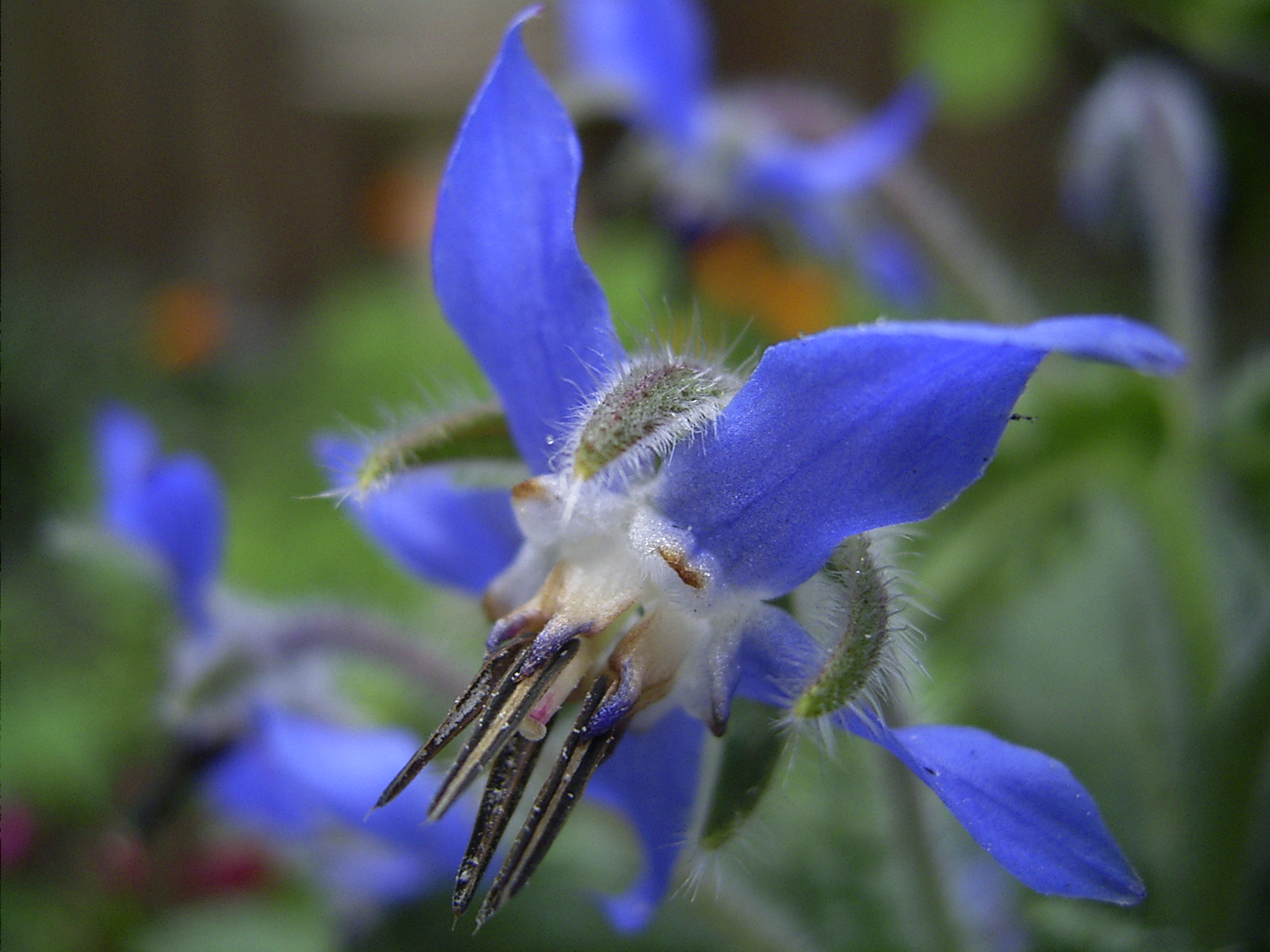
De bernagiebloem met harige kelkbaadjes
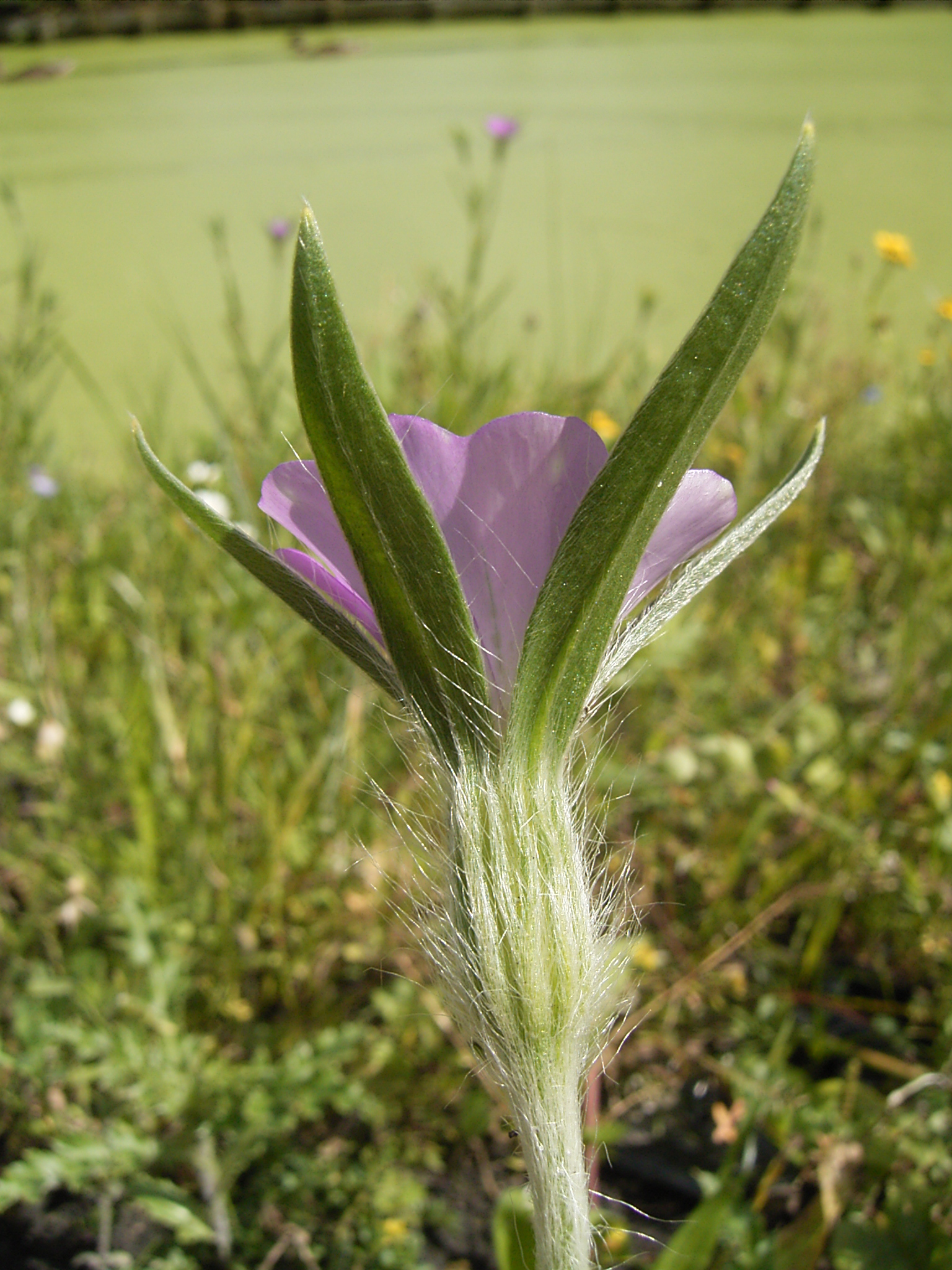
De harige kelk van bolderik
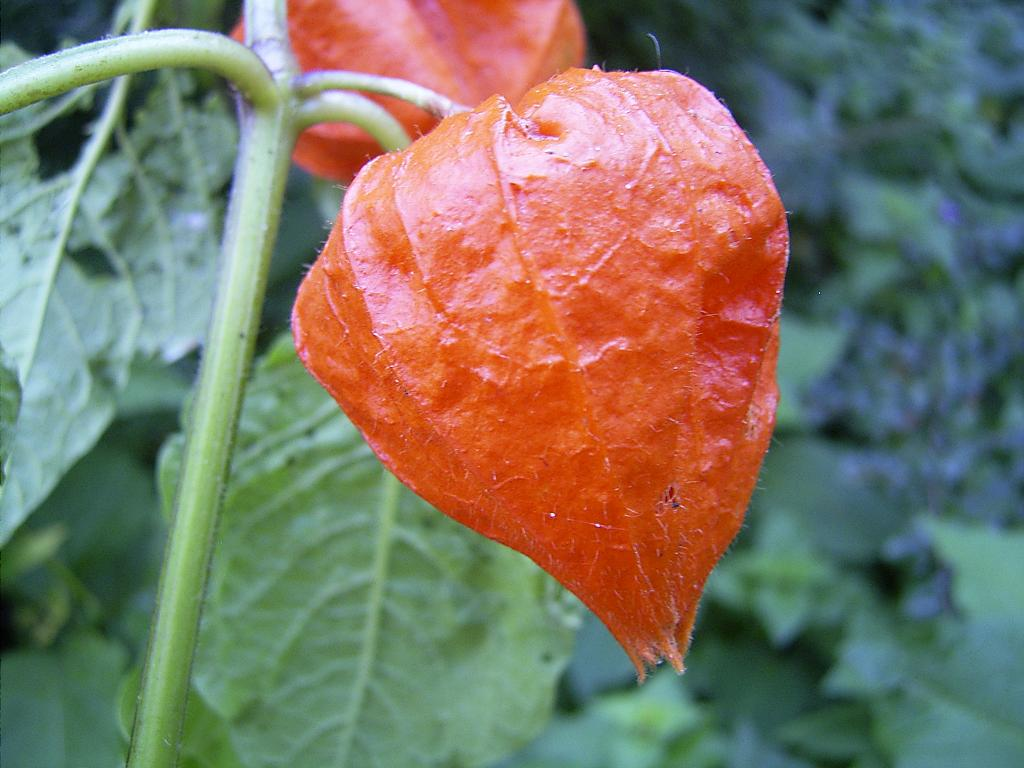
De echte lampionplant (Physalis alkekengi)  heeft een uitgegroeide, felgekleurde kelk
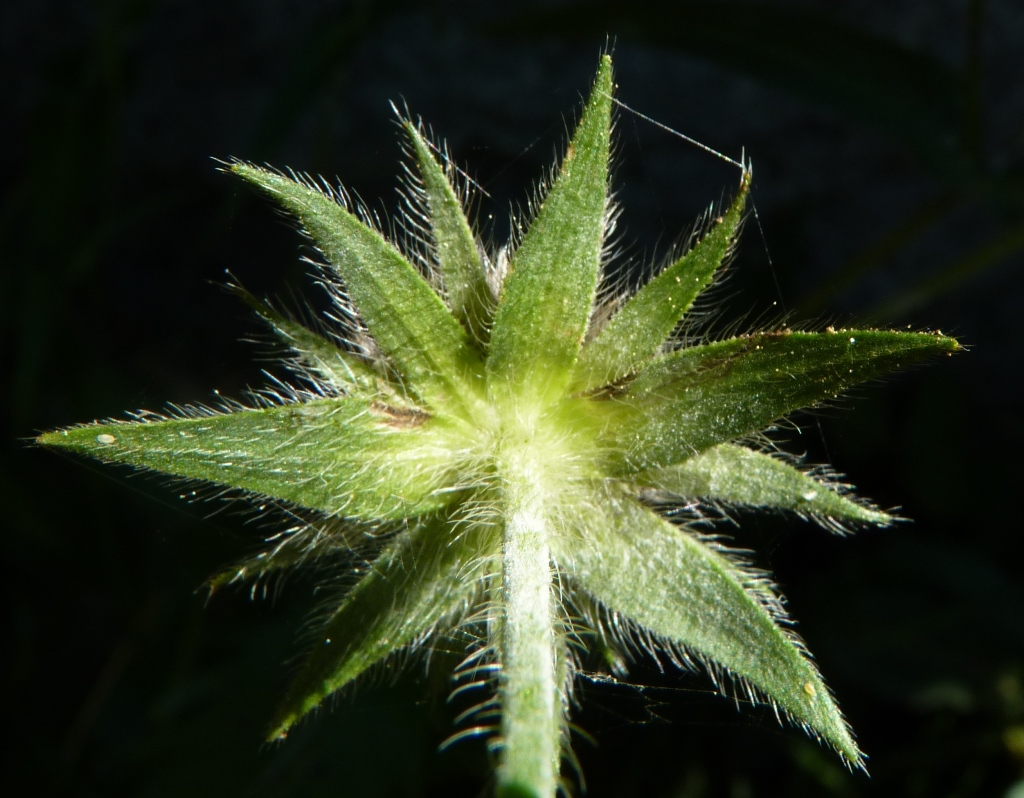
Buitenkelkbladeren (omwindsel) van bergknautia (Knautia dipsacifolia)
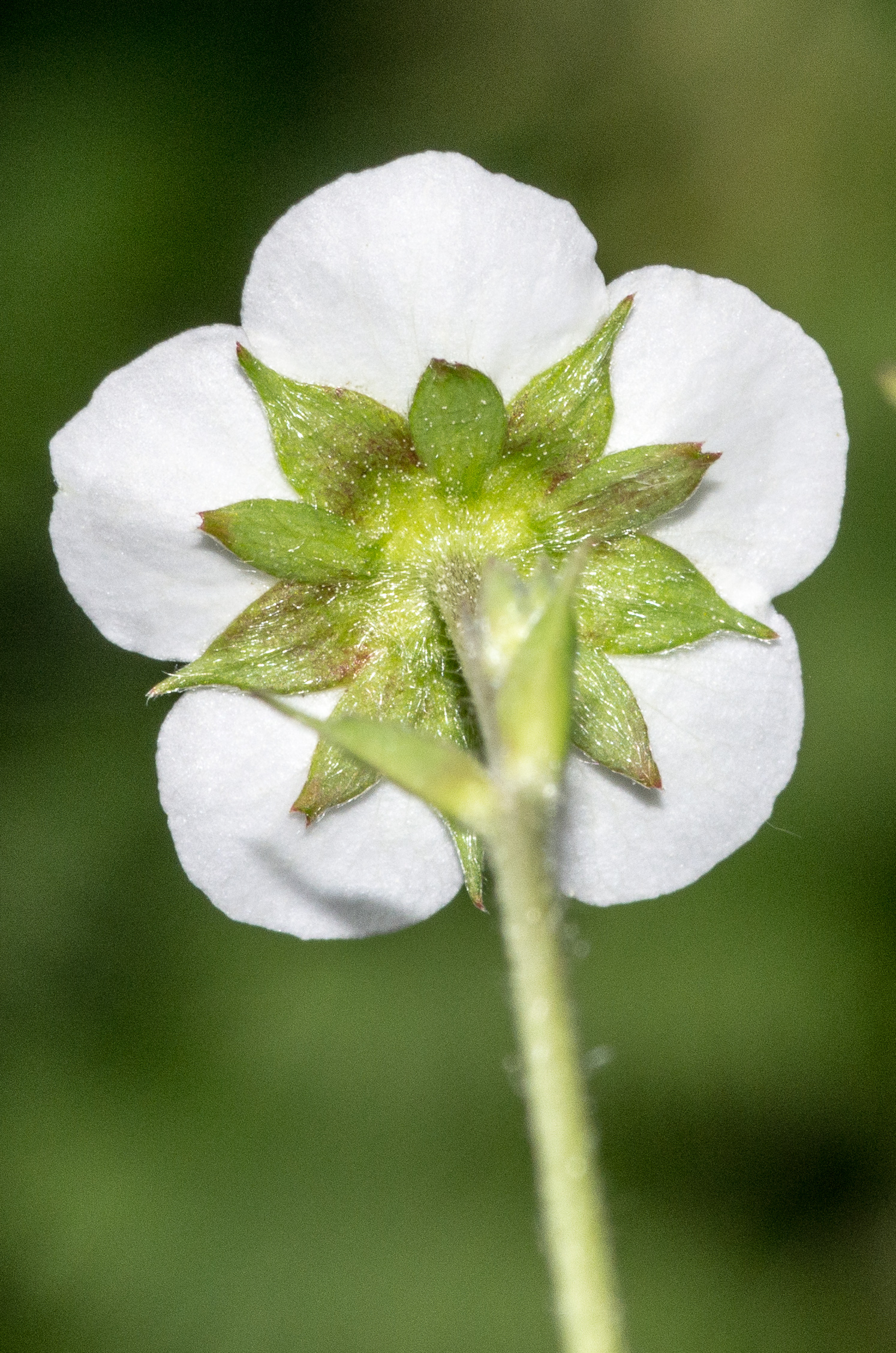
Kelk en bijkelk van heuvelaardbei (Fragaria viridis)